# Výstaviště Praha

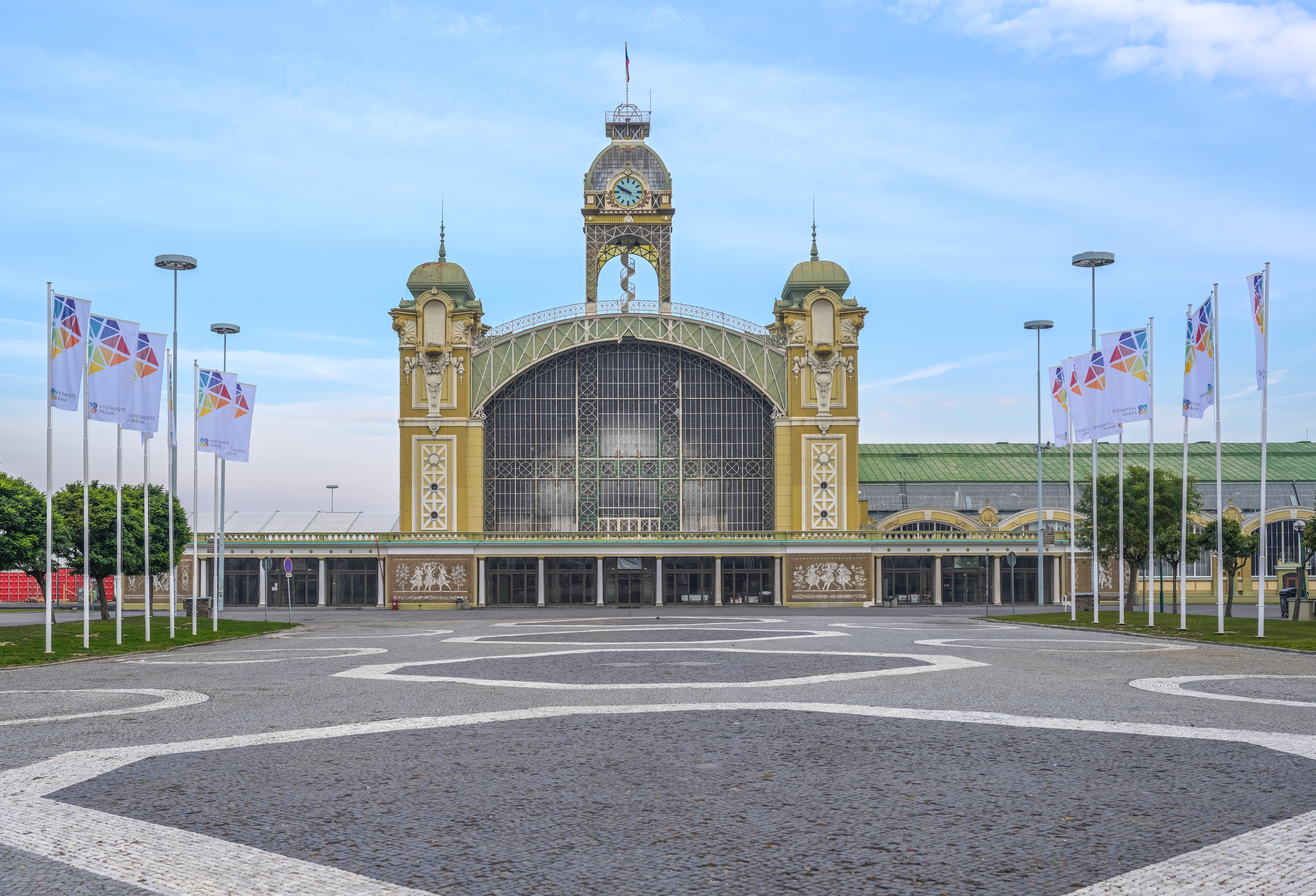
Industriepalast (2018)

Výstaviště Praha (Ausstellungsgelände Prag) ist ein Messegelände im siebten Stadtbezirk von Prag unweit der Station Holešovice der Metrolinie C liegt. Das Areal dient als Veranstaltungsort für Messen, Konzerte, Kulturveranstaltungen und den Frühlingsjahrmarkt Matějská pouť. In der unmittelbaren Umgebung liegt ein Park, der den Pragern unter dem Namen Stromovka bekannt ist. Das Ausstellungsgelände hat eine Fläche von 36 ha.

## Geschichte

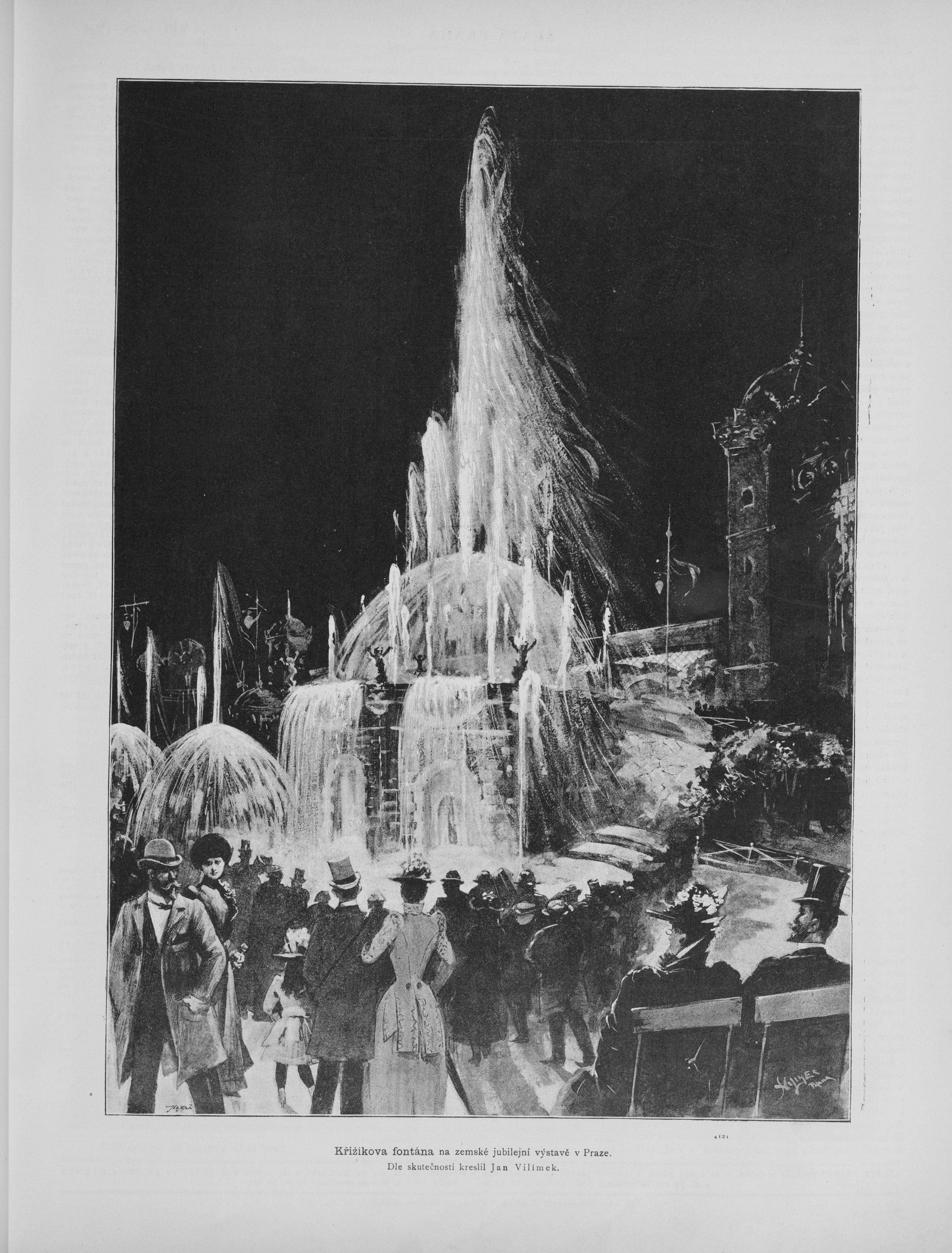
Křižíks Licht-Brunnen im Jahre 1891

Das Ausstellungsgelände im Stadtteil Bubeneč in der Nähe des Stadtteils Holešovice entstand 1891 anlässlich der Prager Jubiläumsausstellung 1891 (Jubilejní zemská výstava), aus deren Anlass auch der Aussichtsturm Petřín, die Petřín-Standseilbahn, die Letná-Standseilbahn und schließlich mit der Elektrischen Bahn von Belvedere auch die erste elektrifizierte Bahnstrecke in den böhmischen Ländern entstanden. Vom 15. Mai bis zum 18. Oktober 1891 besuchten 2,5 Millionen Besucher das Gelände.
Im Zentrum stand des Ausstellungsgeländes befand sich der Industriepalast. Vor dem Eingang befand sich ein Reiterstandbild Georg von Podiebrads von Bohuslav Schnirch, das heute den Hauptplatz von Poděbrady ziert. Zu den damaligen Attraktionen gehörte auch der von František Křižík erbaute, elektrisch beleuchtete Springbrunnen, der in den 1990er Jahren erneuert wurde.
In der Zeit des Kommunismus wurde das Gelände zu Ehren von Julius Fučík in Park kultury a oddechu Julia Fučíka umbenannt und der Industriepalast trug den Namen Sjezdový palác („Versammlungspalast“).
Das Gelände ist Eigentum der Stadt Prag. Sie hatte es langfristig an die Gesellschaft Incheba Praha vermietet. Seit 2015 verwaltet die städtische Výstaviště Praha a. s. das Gelände.

## Industriepalast
Mittelpunkt des Ausstellungsgeländes ist der im Jugendstil errichtete Industriepalast (Průmyslový palác) mit neobarocken Elementen. Dieser entstand nach Plänen der Architekten Bedřich Münzberger und František Prášil und wurde am 15. März 1891 eröffnet. Das Bauwerk war damals mit Baukosten von 500.000 Goldmünzen das teuerste Gebäude auf dem Gelände. Die Bauausführung oblag der První českomoravská strojírna Kolben-Daněk in Zusammenarbeit mit dem Bauunternehmen des Architekten František Víška und war trotz schlechter Witterungsbedingungen nach nur fünf Monaten fertig. Die Eisenkonstruktion des Bauwerks hat ein Gewicht von 800 Tonnen, die Eisenträger ragen bis in die Höhe von 38 Metern empor. In Böhmen und anderen Teilen von Österreich-Ungarn wurden damals einige Bauwerke in Eisenträgerbauweise errichtet. Architektonisch schließt der Bau die zum Ausstellungsgelände führende Straße Dukelských hrdinů an der sich auch der heute als Kunstmuseum genutzte Veletržní palác (Messepalast) befindet.
Am Abend des 16. Oktobers 2008 brach im linken Flügel des Průmyslový palác ein Brand aus; er wurde komplett zerstört. Die Feuerwehr konnte ein Übergreifen auf den Mittelbau und den übrigen Komplex verhindern. Brandursache war ein Elektrogerät.
Im Jahr 2022 wurde mit dem Wiederaufbau des linken Flügels begonnen; die Arbeiten sollen inklusive Renovierung der erhaltenden Gebäudeteile drei Jahre dauern.

## Areal
- Industriepalast
- Pavillons B, C, D, E
- Post-Pavillon von Antonín Wiehl
- Lapidarium des Nationalmuseums
- Marolds Panorama

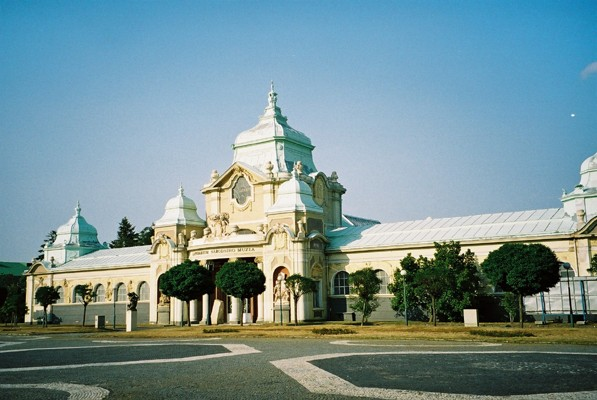
Lapidarium

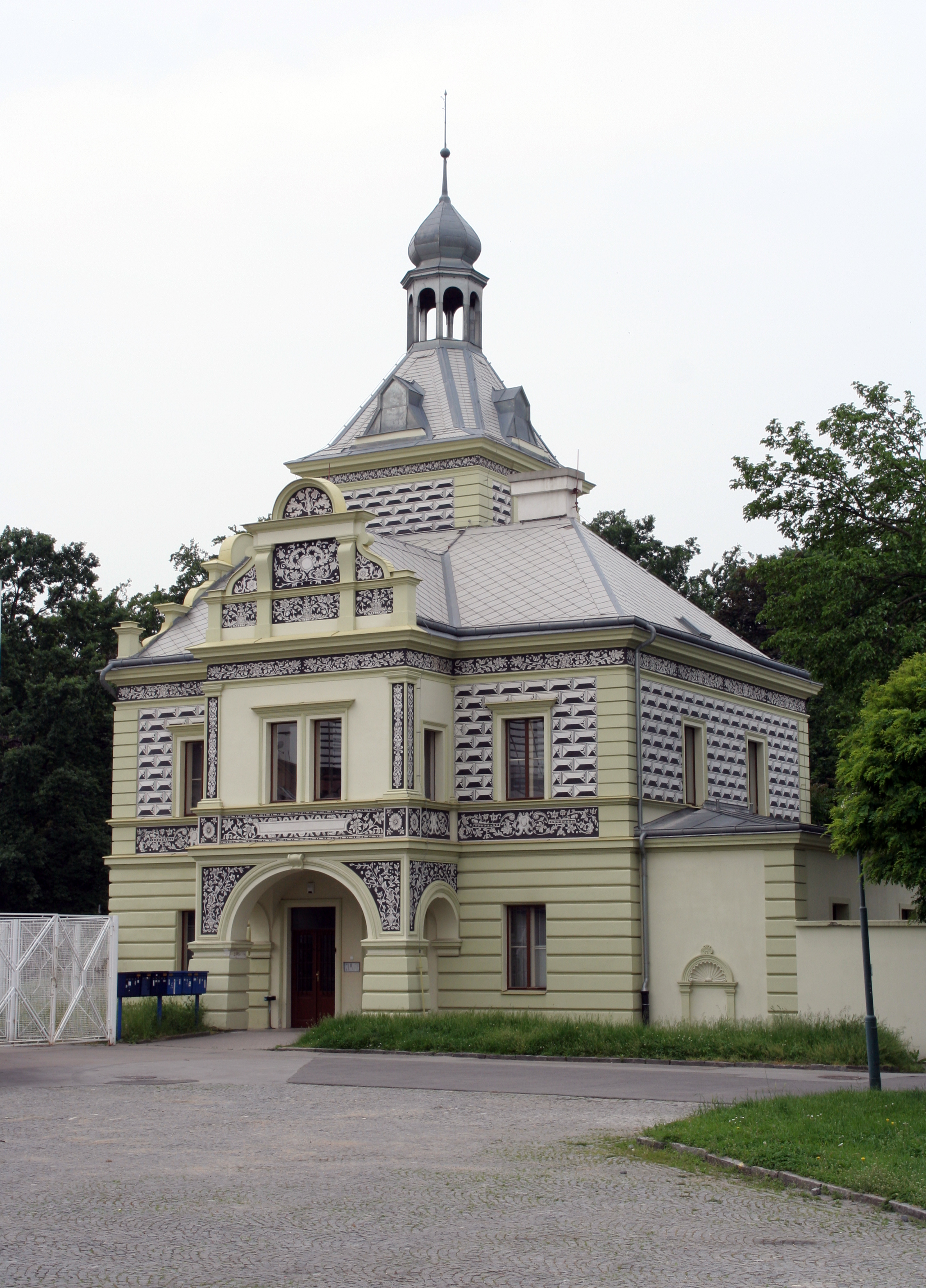
Post-Pavillon

- Tschechoslowakischer Pavillon der Expo 58
- Aquarium Mořský svět
- Vergnügungspark Lunapark
- Pyramide GoJa Music Hall
- Theater Spirála (geschlossen)
- Moderne Galerie der Akademie der Bildenden Künste
- Sporthallen und Hallenbad
- Gleisschleife der Straßenbahn